# Rhynchospora pusilla
Rhynchospora pusilla là loài thực vật có hoa trong họ Cói. Loài này được Chapm. ex M.A.Curtis miêu tả khoa học đầu tiên năm 1849.